# Lek, lilla Louise!
Lek, lilla Louise! är en kriminalroman av Stieg Trenter utgiven 1950.

## Handling
Titeln anspelar på giljotinen, som kallades för la Louisette, det vill säga "lilla Louise": bokens första mord är en halshuggning med fallbila. En antik leksaksgiljotin med tillhörande docka fanns i syskonen Haags barndomshem och gav bröderna tillfälle att reta sin syster genom att kalla henne för "lilla Louise". Den antika giljotinen dyker upp under handlingens gång. Louise Olsen-Haag håller just på att stampa sönder den vid Harry Fribergs första besök i hennes bostad på Mäster Mikaels gata. Gatunamnet är ännu en association till temat halshuggning och bror Teddy försummar aldrig att tråka Louise för skarprättaren Mäster Mikael, trots att det 1700-talshus hon bor i byggdes efter Mäster Mikaels tid. Ytterligare en giljotin uppträder i bokens inledning, då Harry Friberg och Ture Vikbo upplever några underligheter ute vid Douglas Haags sommartorp i Lissma: en giljotinliknande anordning som sägs vara en vedklyv är under konstruktion i ladan till det öde granntorpet.
Historien  berättas i jagform av Harry Friberg.

## Persongalleri
- Harry Friberg, fotograf och amatördeckare
- Vesper Johnson, kriminalintendent
- Ture Vikbo, kamrer på Fribergs ateljé, ivrig fågelskådare
- Douglas Haag, arkitekt med stor arkitektfirma
- Louise Olsen-Haag, konstnär, syster till Douglas
- Teddy Haag, handlare i begagnade bilar, bror till Douglas
- Marianne Lallerfeldt, stenograf på Haags arkitektfirma, hemligt förlovad med arkitekten
- Kristofer Lallerfeldt, jurist med nystartad advokatbyrå, bror till Marianne
- Aina Reger, sekreterare på Haags arkitektfirma
- Eliasson, betjänt åt Douglas Haag
- Gillis Dussen, generalkonsul, silversamlare, gammal vän till Haag d.ä.
- Julius Cronhamn, greve, hugad säljare av gammalt silver
- Ria Jansson, pensionerad antikvitetshandlare

## Miljöer
Det första mordet inträffar i Douglas Haags bostad på första våningen i Fersenska palatset med fönster ut mot Fersenska terrassen. Huvudingången, Blasieholmstorg 11, betjänas av en portvakterska (i tjänst dygnet runt). Portvakterskan är också den som finner den döde nergrävd under ett buskage på terrassen. En sidoport, låst utifrån med hänglås, leder upp till terrassen och från terrassen kan man komma in i huset genom en vinterträdgård som alla hyresgäster har tillgång till. 
Bokens inledning och dramats upplösning utspelar sig vid Haags sommartorp i Lissma, dit Harry Friberg och Ture Vikbo kommer på hemväg från ett uppdrag - Vikbo behöver rekognoscera inför den fågelexkursion han ska leda den kommande helgen, med duvhök och morkulla som huvudnummer.
Innan det första mordet har inträffat följer Harry Friberg efter Douglas Haag till och genom Biologiska museet, då denne har missat ett arrangerat möte.
Louise Haag bor som redan nämnts i ett 1700-talshus på Mäster Mikaels gata.

## Utgivning (urval)
Första utgåvan av boken kom 1950:
- Trenter, Stieg (1950). Lek, lilla Louise! (24.-25. tus.). Stockholm: Bonnier. Libris 1420679